# گلوتاماترژیک
گلوتاماترژیک (انگلیسی: Glutamatergic) به معنای «مربوط به گلوتامات» است. عامل (یا دارو) گلوتاماترژیک ماده‌ای شیمیایی است که مستقیماً سیستم اسید آمینه تحریک‌کننده (گلوتامات/آسپارتات) را در بدن یا مغز تعدیل می‌کند. مثال‌ها شامل آگونیست‌های گیرنده اسید آمینه تحریک‌کننده، آنتاگونیست‌های گیرنده اسید آمینه تحریک‌کننده و مهارکننده‌های بازجذب اسید آمینه تحریک‌کننده هستند.